# Siguero
Siguero es una localidad del municipio de Santo Tomé del Puerto, en la provincia de Segovia. Tiene una población de 34 habitantes (INE 2024).

## Geografía

### Localización
Sita en el somonte de la sierra de Guadarrama, está enclavada en las faldas del puerto de Somosierra dentro del Parque Natural de la Sierra Norte de Guadarrama, concretamente en la Zona de Especial Conservación "Sabinares de Somosierra", a unos 1119 metros sobre el nivel del mar.
La distancia a Segovia capital es de 48 kilómetros, siendo el recorrido más corto por la N-110. Madrid se encuentra a unos 75 kilómetros, accesible por la autovía A-1, a 3 kilómetros de la localidad por la N-110.

### Clima
El clima está absolutamente influenciado por el hecho de encontrarse dentro del Sistema Central. Los inviernos son fríos con abundancia de lluvia y nieve.  El verano destaca por el contraste entre el día, caluroso y la noche, que es fresca cuando no fría.

## Historia
Su fundación es de tiempo medieval como parte del Ochavo de la Sierra y Castillejo dependiente de la Comunidad de Villa y Tierra de Sepúlveda.
En 1817 se le incorpora el territorio del desaparecido municipio de Aldealapeña, siendo Siguero municipio independiente.
Hasta 1970, Siguero continuó independiente, pero, a partir de ese año, pasó a pertenecer al de Santo Tomé del Puerto.
En 2006 solicitó su constitución como entidad local menor, siendo autorizada por la Junta de Castilla y León, lográndose así un aumento considerable de la población.
El ayuntamiento de Santo Tomé del Puerto no acató la decisión y se negó a trasferir las competencia que marca la ley, presentando cuatro demandas contra el acuerdo por distintos motivos, tras perder las tres primeras y pagar los costes del juicio, la cuarta fue finalmente tenida en consideración y la entidad fue suspendida judicialmente el 17 de junio de 2011 alegándose inviabilidad económica. Seguidamente se volvió a solicitar el ayuntamiento propio por parte de 66 de los 69 habitantes mayores de edad censados, siendo denegada en 2013 tras tenerse en cuenta la sentencia previa.

## Geografía humana

### Demografía
| Gráfica de evolución demográfica de Siguero entre 1842 y 1960 |
| |
| Población de derecho según los censos de población del INE Población de hecho según los censos de población del INEEntre el censo de 1857 y el anterior, crece el término del municipio porque incorpora a 405002 (Aldealapeña) Entre el censo de 1970 y el anterior, este municipio desaparece porque se integra en el municipio 40191 (Santo Tomé del Puerto) |

En 2019 contaba con 53 habitantes.
| 70            | 66 | 64 | 67 | 67 | 91 | 87 | 67 | 58 | 54 | 55 | 50 | 44 | 34 |
| (Fuente: INE) |    |    |    |    |    |    |    |    |    |    |    |    |    |

## Administración y política
Aunque continuó dependiendo del Ayuntamiento de Santo Tomé del Puerto, entre 2006 y 2011 contó con su propia alcaldía con cierto grado de autogestión al ser una entidad local menor, hasta que fue suspendida judicialmente en 2011 y denegada su restitución en 2013 a pesar de la movilización vecinal y el apoyo de 66 de los 69 mayores de edad censados en la localidad.
| Periodo   | Nombre                                             | Partido | Partido |
| --------- | -------------------------------------------------- | ------- | ------- |
| 2006-2011 | Enrique Calvete García (hasta suspensión judicial) |         | PP      |

### Organización municipal
Como Entidad Local Menor, dispuso de una Junta Vecinal regulada por la Ley de Régimen Local de 1998 de Castilla y León. Al frente de esta Junta Vecinal había un alcalde pedáneo, elegido democráticamente por los habitantes de Siguero. Este alcalde pedáneo nombraba a un miembro de la Junta Vecinal, que se completa con el candidato de la segunda lista más votada.

## Cultura

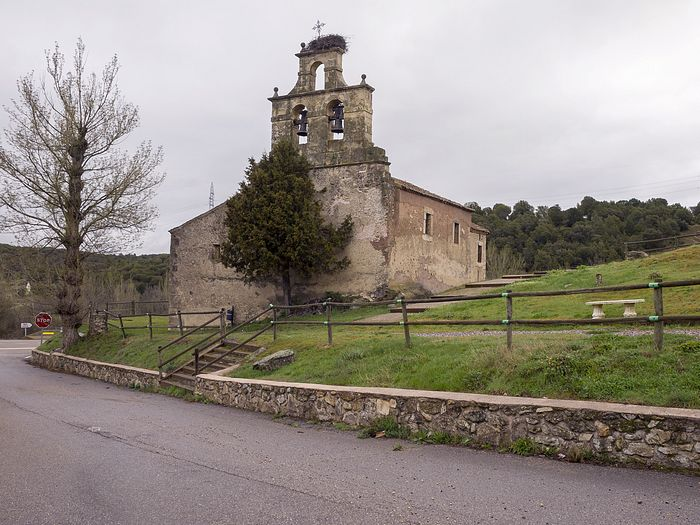
Iglesia de San Martín

### Patrimonio
- Iglesia de San Martín, de estilo románico, con un retablo barroco de tres calles y una pila bendita de 1792;[10]
- Escultura en honor a Doña Anselma;
- Ermita de la Virgen de la Varga;
- Cañada Real Soriana Occidental, conocida aquí como Cañada de la Vera de la Sierra por bordear a esta;
- Cañada Real Segoviana;
- Ruinas del antiguo lavadero de lana y batán.[11][12][13][1]

### Fiestas
- Fiesta de las Flores, penúltimo fin de semana de mayo;
- Fiesta de la Virgen de la Varga, primer fin de semana de septiembre. Incluye una romería;
- San Martín, el 11 de noviembre;
- La Purísima, el 8 de diciembre.[11][12][13]